# Kirkus Reviews
Kirkus Reviews (sau Kirkus Media) este o revistă americană de critică literară a cărților care a fost fondată în 1933 de Virginia Kirkus (1893–1980). Revista are sediul în New York City.
Revista este publicată în data de 1 și 15 a fiecărei luni și prezintă cărți înainte de publicarea lor. Kirkus trece în revistă peste 7.000 de titluri de cărți pe an.

## Legături externe
- Site web oficial
- Kirkus Service la Library of Congress Authorities, cu 4 înregistrări de catalog
- Virginia Kirkus la Library of Congress Authorities, cu 7 înregistrări de catalog

## Vezi și
- 1933 în literatură